# 16 Iszymski Syberyjski Pułk Strzelecki
16 Iszymski Syberyjski Pułk Strzelecki (ros. 16-й Ишимский Сибирский стрелковый полк) – jednostka wojskowa białych podczas wojny domowej w Rosji

## Geneza
Jednym z pierwszych oddziałów partyzanckich białych sformowanych w rejonie Omska w poł. 1918 r. był 1 Omski Oficerski Oddział Partyzancki pod dowództwem sztabskapitana Nikołaja N. Kazagrandi. Początkowo liczył 71 ludzi, mających na uzbrojeniu – oprócz karabinów ręcznych – 11 karabinów maszynowych i 1 działo polowe. Rozkazem z 9 czerwca płk. Pawła P. Iwanowa-Rinowa, dowódcy Korpusu Stepowego Armii Syberyjskiej, oddział statkiem popłynął w dół Irtysza, aby zaatakować uchodzących z Omska bolszewików. 12 czerwca doszło do krótkiej walki w rejonie wsi Kartaszewo, w wyniku której 184 żołnierzy bolszewickich poddało się. Następnie oddział wyruszył w stronę Tobolska, przybywając 14 czerwca do Tary. 19 czerwca dotarł do Tobolska, gdzie sztabskapitan N. N. Kazagrandi podpisał rozkaz, na mocy którego w imieniu Tymczasowego Rządu Syberyjskiego przekazał władzę innemu dowódcy oddziału wojskowego białych w mieście, płk. Kisielewowi. Kilka godzin później oddział wypłynął z Tobolska, zajmując następnie w walce wieś Baczalino i zdobywając 2 statki. 
W tym czasie głównym zadaniem wojsk Korpusu Stepowego Armii Syberyjskiej było oswobodzenie od bolszewików linii kolejowej Omsk-Tiumeń-Jekaterynburg. Oddziały korpusu zebrały się w mieście Iszym. Do 24 czerwca ześrodkowały się w nim sformowane w Omsku 1 i 3 Stepowe Syberyjskie Pułki Strzeleckie, część 2 Syberyjskiego Kozackiego Pułku Kawalerii, dwie baterie artylerii lekkiej i ciężkiej oraz zorganizowane w Iszymie dwie kompanie kpt. Tupicyna i przybyła z Pietropawłowska kompania sztabskapitana Fedoroczenki. Wszystkie te oddziały tworzyły tzw. Oddział Iszymski pod dowództwem płk. Grigorija A. Wierżbnickiego. Zadaniem Oddziału Iszymskiego było zdobycie Jałutorowska. W tym czasie sztabskapitan N. N. Kazagrandi został przez płk. P. P. Iwanowi-Rinowa mianowany dowódcą wszystkich wojsk białych działających w rejonie Tobolska. Miał on opanować linię rzeki Toboł do Jałutorowska. Dodatkowo pod jego zwierzchnictwo wszedł też 3 Omski Oddział Oficerski (21 ludzi) sztabskapitana Czerkiesa. W nocy 27/28 czerwca siły sztabskapitana N. N. Kazagrandi przybyły do wsi Pokrowskoje, gdzie był rozmieszczony silny oddział bolszewicki, liczący do 700 żołnierzy. Po krótkiej wymianie strzałów wycofały się do pobliskiej wsi Jarkowo. Próbowano uzyskać posiłki, ale bezskutecznie. W tej sytuacji w pierwszych dniach lipca wycofano się dalej do wsi Baczalino. 6 lipca płk P. P. Iwanow-Rinow rozkazał sztabskapitanowi N. N. Kazagrandi utrzymać za wszelką cenę zajmowaną wieś, obiecując pomoc w postaci 6 Stepowego Syberyjskiego Pułku Strzeleckiego pod dowództwem komendanta Tobolska płk. Kisielewa. 
W tym czasie sytuacja strategiczna w rejonie Tobolska zmieniła się na korzyść białych, w wyniku działań ofensywnych Iszymskiego Oddziału płk. G. A. Wierżbnickiego. Zajął on szereg wsi i mniejszych miejscowości, co doprowadziło 10 lipca do wycofania się bez walki bolszewików z Jałutorowska. W rezultacie oddział sztabskapitana N. N. Kazagrandi bez problemów oczyścił linię rzeki Toboł, zajmując wieś Pokrowskoje. Następnym zadaniem wojsk sztabskapitana N. N. Kazagrandi i płk. Kisielewa było opanowanie linii rzeki Tury do Tiumeni. 20 lipca zdobyły one wespół z siłami Iszymskiego Oddziału Tiumeń. 25 lipca został zajęty Turinsk, zaś następnego dnia Orbit. Tam wojska sztabskapitana N. N. Kazagrandi i płk. Kisielewa rozdzieliły się, działając dalej oddzielnie. Pierwszy oddział 30 lipca udał się w dół rzeki Tawdy, zajmując 4 sierpnia wieś Niewianskoje. Liczył wówczas ponad 900 ludzi uzbrojonych w 6 karabinów maszynowych. Formalnie wchodził w skład Iszymskiego Oddziału płk. G. A. Wierżbnickiego, lecz faktycznie jego status nie był określony. Do 21 sierpnia nie było większych bojów z bolszewikami. Od 22 sierpnia doszło natomiast do ciężkich walk na północ od Ałapajewska. 

## Walki 16 Iszymskiego Syberyjskiego Pułku Strzeleckiego
13 września 1918 r. rozkazem płk. P. P. Iwanowi-Rinowa oddział sztabskapitana N. N. Kazagrandi stał się 16 Iszymskim Syberyjskim Pułkiem Strzeleckim w składzie 4 Syberyjskiej Dywizji Strzeleckiej (b. Iszymskiego Oddziału). 17 września uzyskał duży sukces, rozbijając w rejonie wsi Fiedosowo, Mołokowo i Jaczmienowo bolszewików i zdobywając 2 działa polowe, 7 karabinów maszynowych i wiele karabinów ręcznych z amunicją. W celu rozwinięcia natarcia kpt. N. N. Kazagrandi otrzymał dodatkowo batalion 19 Pietropawłowskiego Syberyjskiego Pułku Strzeleckiego, sotnię 2 Syberyjskiego Kozackiego Pułku Kawalerii i baterię artylerii lekkiej. 28 września połączone siły wraz z innymi oddziałami zdobyły Ałapajewsk. Pułk kpt. N. N. Kazagrandi dostał następnie zadanie ścigania uchodzących na północ wojsk bolszewickich. Po kilku bojach 14 października zajął miasto i stację kolejową Wierchoturie, zagrażając poważnie lewej flance bolszewickiej 3 Armii. Do końca października zajął obronne pozycje wokół miasta, utrzymując łączność z 20 Tiumeńskim Syberyjskim Pułkiem Strzeleckim płk. B. M. Czerkasowa. 
8 listopada na południe od Wierchoturie doszło do nowych walk, w wyniku których nowo utworzona Północna Grupa płk. N. N. Kazagrandi, w składzie 16 Iszymskiego Syberyjskiego Pułku Strzeleckiego, batalionu 18 Tiumeńskiego Syberyjskiego Pułku Strzeleckiego, 2 baterii artylerii lekkiej i 2 baterii haubic, sotni kawalerii kozackiej i samochodu pancernego zajęła 19 listopada wieś Karelino, zaś następnego dnia – wieś Nowo-Turinskoje. Zdobyła 4 karabiny maszynowe, samochód i pociąg pancerny, który otrzymał nazwę "Iszymiec". Jego dowódcą został por. Paniagin. 
Pod koniec listopada Jekaterynburska Grupa Armijna rozpoczęła ofensywę, której celem było zajęcie Permu i zniszczenie bolszewickiej 3 Armii.  
Rozkazem z 27 listopada gen. G. A. Wierżbnickiego Północna Grupa dostała zadanie zajęcia wsi Niżnij-Turinsk, Nikołajewsk, Wyja i Wierchnaja. 30 listopada rozbito bolszewicką 3 brygadę 29 Dywizji Strzeleckiej, zajmując wsie Wyja i Niżnij-Turinsk, gdzie zdobyto 500 karabinów, 12 karabinów maszynowych, 3 działa, 2 pociągi pancerne (1 niesprawny), 6 parowozów i 160 wagonów oraz wzięto do niewoli ok. 1 tys. jeńców. 16 grudnia 16 Iszymski Syberyjski Pułk Strzelecki został skierowany do rezerwy. Pod koniec grudnia w składzie I Środkowosyberyjskiego Korpusu Strzeleckiego gen. Anatolija N. Piepielajewa przeszedł Ural, przerywając front wojsk bolszewickich. Efektem było zdobycie 24 grudnia Permu. Na pocz. 1919 r. przybyły uzupełnienia złożone ze zmobilizowanych niedawno młodych mieszkańców Syberii. 
W lutym-marcu tego roku 16 Iszymski Syberyjski Pułk Strzelecki brał udział w kolejnej ofensywie białych w kierunku zachodnim. Zajął wiele innych wsi i mniejszych miejscowości. Pod koniec marca bolszewickie dowództwo skoncentrowało siły ośmiu pułków, aby rozbić oddziały 16 Iszymskiego Syberyjskiego Pułku Strzeleckiego. oddziałom płk. N. N. Kazagrandi udało się obejść bolszewików i zaatakować ich z flanki, w wyniku czego zostały zmuszone do odwrotu. Wzięto do niewoli ponad 4,7 tys. żołnierzy bolszewickich oraz zdobyto ponad 2,7 tys. karabinów, 52 karabiny maszynowe i 11 dział. W kwietniu podczas nowej ofensywy pułk współuczestniczył w zdobyciu miasta Wotkinsk, gdzie została rozbita bolszewicka 7 Dywizja Strzelecka. Zajęto ponadto Sarapuł i Iżewsk, dochodząc 15 kwietnia pod Wiatkę i Kotlas. W tym czasie nowym dowódcą 16 Iszymskiego Syberyjskiego Pułku Strzeleckiego został płk Aleksandr Mietielew. 
14 maja doszło do bardzo ciężkich walk związanych z uchwyceniem przyczółka na brzegu rzeki Wiatka, w wyniku których 16 Iszymski Syberyjski Pułk Strzelecki wraz z 13 Omskim Syberyjskim Pułkiem Strzeleckim zostały 15 maja zniszczone w wyniku jednoczesnego ataku dwóch bolszewickich brygad wspieranych silnym ogniem artyleryjskim. Z żołnierzy 16 Iszymskiego Syberyjskiego Pułku Strzeleckiego ocalało jedynie ok. 500.

## Mundury
Mundury 16 Iszymskiego Syberyjskiego Pułku Strzeleckiego miały czarne pagony z białymi kantami. Znajdował się na nich znak trupiej główki i mały numer 16.